# Paronychocamptus huntsmani
Paronychocamptus huntsmani är en kräftdjursart som först beskrevs av Willey 1923.  Paronychocamptus huntsmani ingår i släktet Paronychocamptus och familjen Laophontidae. Inga underarter finns listade i Catalogue of Life.